# Cumulopuntia mistiensis
Cumulopuntia mistiensis là một loài thực vật có hoa trong họ Cactaceae. Loài này được (Backeb.) E.F.Anderson mô tả khoa học đầu tiên năm 1999.